# Perwez
Perwez (em valão : Perwé, em neerlandês: Perwijs) é um município da Bélgica localizado no distrito de Nivelles, província de Brabante Valão, região da Valônia.

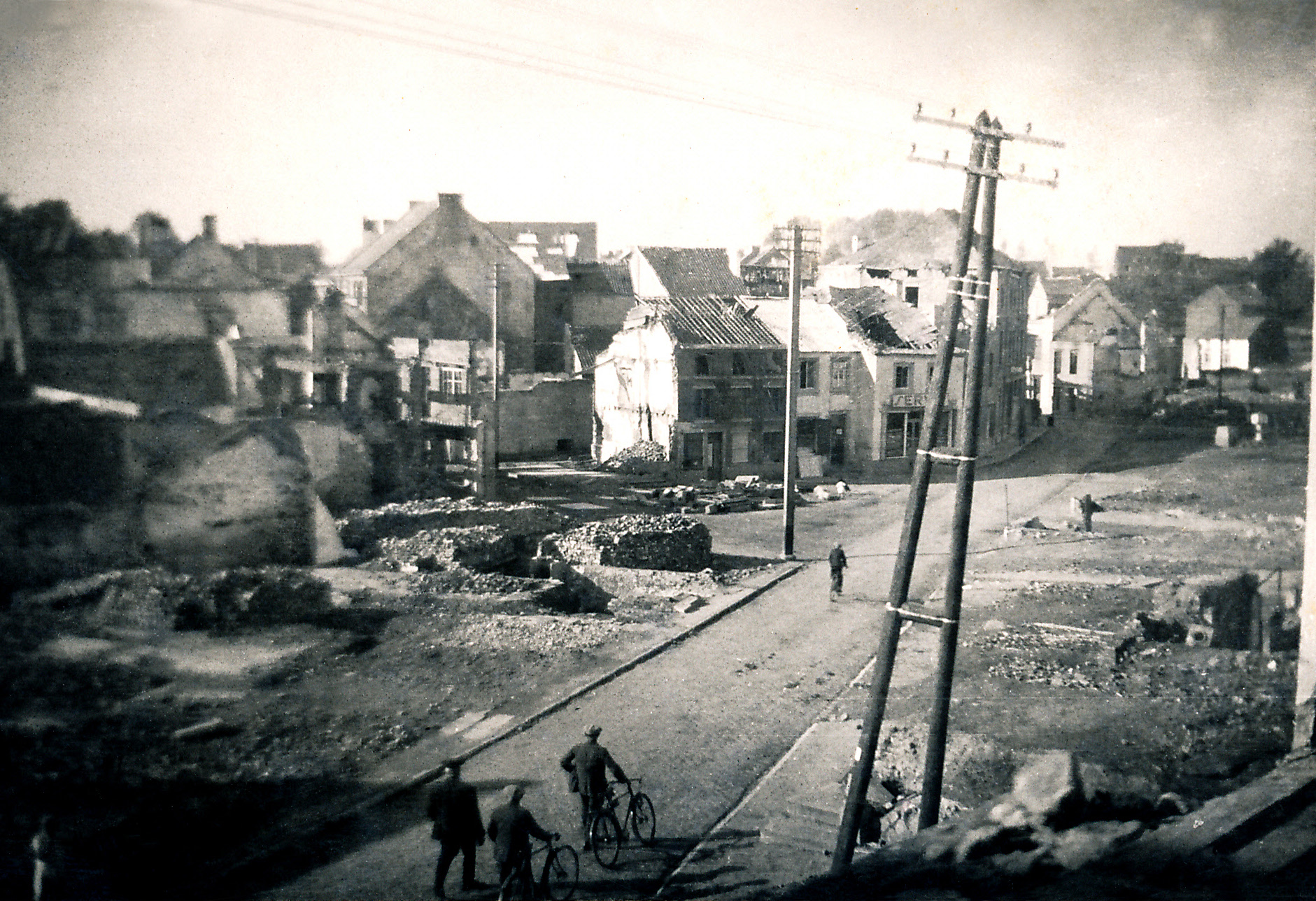
Destruição causada pelo bombardeio alemão de 13 de maio de 1940 na cidade de Perwez (Bélgica).